# Норт-Берген
Норт-Берген (англ. North Bergen) — селище (англ. village) в США, в окрузі Гудзон штату Нью-Джерсі. Населення — 63 361 особа (2020).

## Демографія
Згідно з переписом 2010 року, у селищі мешкали 60 773 особи в 22 062 домогосподарствах у складі 14 537 родин. Було 23912 помешкання
Расовий склад населення:
| - 67,0 % — білих - 6,5 % — азіатів - 4,0 % — чорних або афроамериканців - 0,9 % — корінних американців - 0,1 % — вихідців з тихоокеанських островів - 16,6 % — осіб інших рас |

До двох чи більше рас належало 4,8 %. Частка іспаномовних становила 68,4 % від усіх жителів.
За віковим діапазоном населення розподілялося таким чином: 21,5 % — особи молодші 18 років, 65,0 % — особи у віці 18—64 років, 13,5 % — особи у віці 65 років та старші. Медіана віку мешканця становила 37,1 року. На 100 осіб жіночої статі у селищі припадало 94,4 чоловіків;  на 100 жінок у віці від 18 років та старших — 91,3 чоловіків також старших 18 років.
Середній дохід на одне домашнє господарство  становив 70 022 долари США (медіана — 55 222), а середній дохід на одну сім'ю — 75 219 доларів (медіана — 58 509). Медіана доходів становила 46 626 доларів для чоловіків та 41 211 долар для жінок. За межею бідності перебувало 15,8 % осіб, у тому числі 24,0 % дітей у віці до 18 років та 16,4 % осіб у віці 65 років та старших.
Цивільне працевлаштоване населення становило 30 934 особи. Основні галузі зайнятості: освіта, охорона здоров'я та соціальна допомога — 19,3 %, науковці, спеціалісти, менеджери — 12,3 %, мистецтво, розваги та відпочинок — 11,1 %, роздрібна торгівля — 10,9 %.